# Jelisavet Basket
Jelisavet Basket (Oekraïens: Єлисавет-Баскет)is een professionele dames basketbalclub uit Kropyvnytsky, Oekraïne. Het team speelt in de Oekraïense Basketbal Super Liga.

## Geschiedenis

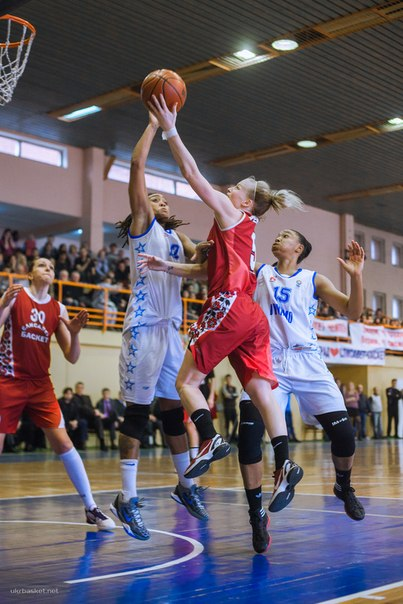
Dynamo-NPU - Jelisavet Basket 73:60.

Jelisavet Basket werd opgericht in 2012. In 2012 werd de teamnaam officieel gekozen. De clubvoorzitter kondigde een wedstrijd aan voor de beste naam voor het nieuwe vrouwenteam van Kropyvnytsky. Uit de vele mogelijke namen werd de naam van sportjournalist Joeri Iljoetsjek als beste gekozen: "Jelisavet Basket". Volgens de clubleiding weerspiegelt "Jelisavet Basket" de historische tradities van de stad Kropyvnytsky. In 2013 werd het embleem van het team ontworpen. Het embleem toont de Ster van Jelisavetgrad, vijf rode bloemen, die vijf spelers op het veld vertegenwoordigen, en een basketbal in het midden. Het embleem van het team benadrukt vrouwelijkheid, sportiviteit en verbondenheid met de stad Kropyvnytsky. Het embleem werd ontwikkeld in twee kleuren: rood en wit. Sinds 2012 dragen de basketballers van "Jelisavet Basket" witte tenues voor thuiswedstrijden en rode tenues voor uitwedstrijden. De T-shirts en shorts zijn voorzien van elementen van een handdoek met een typisch ornament uit de Oblast Kirovohrad, uitgevoerd in rood en zwart. Ze werden één keer Landskampioen van Oekraïne in 2014. In 2013 werden ze tweede.

## Tenue

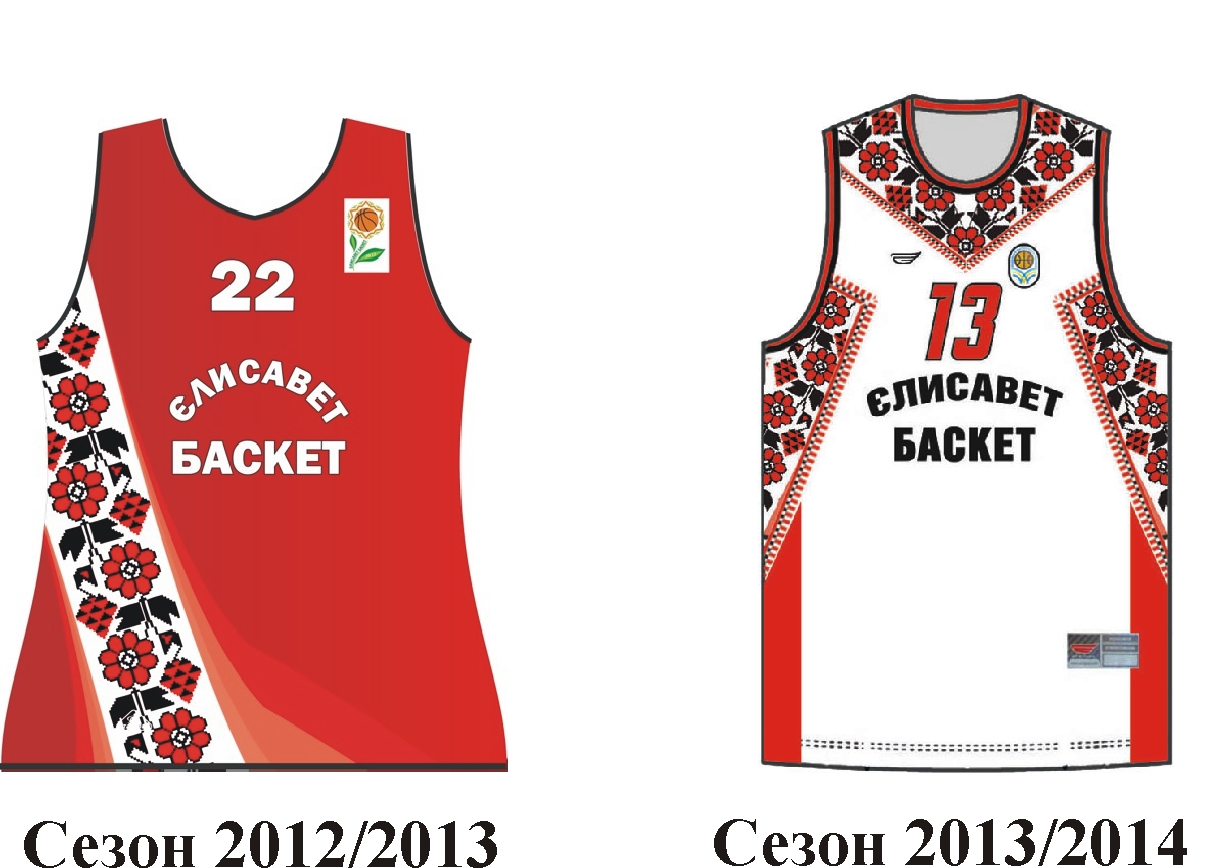
Traditionele uniform Jelisavet Basket.

## Erelijst
- Landskampioen Oekraïne: 1
  - Winnaar: 2014
  - Tweede: 2013

## Bekende (oud)-spelers
| - Alina Jagoepova |

## Bekende (oud)-coaches
| - Viktorija Bolsjakova |